# Raiffeisenbank Oberferrieden-Burgthann
Die Raiffeisenbank Oberferrieden-Burgthann eG ist eine Genossenschaftsbank mit Sitz in der bayerischen Gemeinde Burgthann im Landkreis Nürnberger Land.

## Geschichte
Die heutige Raiffeisenbank Oberferrieden-Burgthann eG wurde am 21. Februar 1894 in Burgthann gegründet und entstand im Jahr 1979 durch die Fusion der Raiffeisenbank Burgthann eG mit Sitz in Burgthann mit der Raiffeisenbank Oberferrieden e.G. mit dem Sitz in Oberferrieden.
Eine detaillierte Chronik der Raiffeisenbank Oberferrieden-Burgthann eG ist auf der Homepage der Bank hinterlegt.

## Rechtsverhältnisse
Die Raiffeisenbank Oberferrieden-Burgthann eG (lt. GnR „Raiffeisenbank Oberferrieden-Burgthann e.G.“) ist im Genossenschaftsregister beim Amtsgericht Nürnberg unter GnR 78 eingetragen.

## Organisationsstruktur
Rechtsgrundlagen sind das Genossenschaftsgesetz und die durch die Generalversammlung beschlossene Satzung. Organe der Bank sind der Vorstand, der Aufsichtsrat und die Generalversammlung.

## Sicherungseinrichtung
Die Raiffeisenbank Oberferrieden-Burgthann eG ist der amtlich anerkannten Sicherungseinrichtung des Bundesverbandes der Deutschen Volksbanken und Raiffeisenbanken GmbH und der zusätzlichen freiwilligen Sicherungseinrichtung des Bundesverbandes der Deutschen Volksbanken und Raiffeisenbanken e.V. angeschlossen.

## Geschäftsausrichtung
Die Raiffeisenbank Oberferrieden-Burgthann eG betreibt das Universalbankgeschäft. Im Verbundgeschäft arbeitet sie mit der DZ Bank, R+V Versicherung, Bausparkasse Schwäbisch Hall, Teambank, VR Leasing, DZ Hyp und der Union Investment zusammen.

## Geschäftsgebiet
Das Geschäftsgebiet liegt im Süden des Landkreises Nürnberger Land.
An diesen Orten betreibt die Bank Filialen:
- Burgthann (Hauptstelle, jur. Sitz + 1 SB-GS)
- Oberferrieden (Geschäftsstelle)
- Pfeifferhütte (SB-Geschäftsstelle)